# Jean Résal
Jean Résal (Besançon, 22 ottobre 1854 – Parigi, 14 novembre 1919) è stato un ingegnere francese.
È considerato il più grande progettista di ponti metallici della fine del XIX secolo.

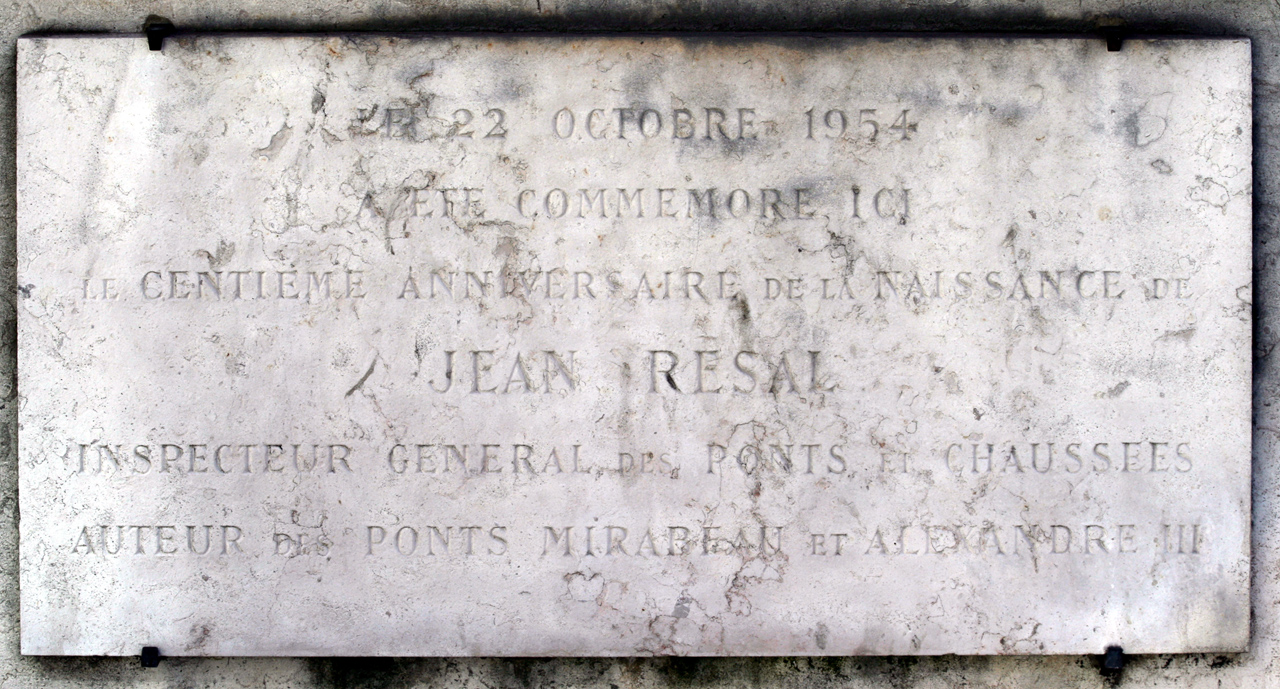
Lapide commemorativa sul ponte Mirabeau a Parigi

## Biografia
Assunto presto nel Servizio dei ponti e delle strade del dipartimento della Loira Atlantica (1878), fu successivamente chiamato nel Servizio della Navigazione di Parigi (1892), succedendo ad Alfred-Aimé Flamant nella cattedra di Resistenza dei materiali della Scuola nazionale dei ponti e delle strade.
Specialista in ponti metallici, Résal attirò l'attenzione dei costruttori sull'importanza della duttilità degli acciai e della loro resilienza nella resistenza delle opere d'arte e mostrò l'insufficienza della nozione di limite di elasticità nei calcoli di dimensionamento. Egli criticò gli esperimenti di Wöhler sulla fatica degli acciai mettendo in evidenza le insufficienze nelle misure dello sforzo applicato nei cicli di sollecitazione.
Résal intervenne come esperto in molti progetti dal 1890: nella costruzione del ponte Faidherbe, a Saint-Louis nel Senegal (1893); nel controllo delle costruzioni metalliche del Grand Palais di Parigi, in preparazione dell'Esposizione universale di Parigi del 1900 (che gli valse il conferimento della onorificenza di Ufficiale della Legion d'onore); per l'aggiudicazione del ponte degli Amidonniers di Tolosa (1901), ove scartò l'offerta "meno distante" sulla base di considerazioni tecniche; l'impostazione dei lavori subfluviali per la linea 4 della Metropolitana di Parigi, con l'impiego di cassoni ad aria compressa; la perizia sui sinistri verificatisi nei lavori di scavo del traforo del Lötschberg (Svizzera, 1908).
Egli presiedette la Commissione del cemento armato, che redasse il primo regolamento francese del cemento armato (9 febbraio 1906), così come la Commissione dei ponti metallici, dalla quale uscì il secondo regolamento francese sui ponti metallici (8 gennaio 1915).

## Opere
Egli concepì numerosi ponti metallici in Francia:
- Pont Résal à Nantes, ponte la ferroviario distrutto durante la seconda guerra mondiale, ricostruito in cemento
- Ponte del Generale de la Motte Rouge a Nantes
- Pont Mirabeau a Parigi, ponte stradale di 93 metri di apertura. Résal vi mise in opera una concezione innovatrice degli archi incastrati all'inizio, che sarà ripresa nei lavori di modernizzazione del pont d'Arcole.
- Ponte Alessandro III a Parigi
- Pont de Bercy a Parigi
- Passerelle Debilly a Parigi
- Pont Notre-Dame a Parigi

## Scritti
(in lingua francese)
- Ponts métalliques, 2 vol., 1885 Tome 2 en ligne
- Ponts en maçonnerie, avec Ernest Degrand, 2 vol., 1887 Texte en ligne 1 2
- Constructions métalliques, élasticité et résistance des matériaux, fonte, fer et acier, 1892 Texte en ligne
- Résistance des matériaux. Cours de l'École des ponts et chaussées, 1892; 1922 Texte en ligne
- Notes sur la construction du pont Alexandre III, con Amédée Alby, 1899
- Stabilité des constructions. Cours de l'École des ponts et chaussées, 1901 Texte en ligne
- Poussée des terres, stabilité des murs de soutènement, 2 vol., 1903 Texte en ligne. Nel testo dedicato alle terre prive di coesione, Résal riprende i precedenti lavori di Boussinesq e Flamant presentando con l'equazione differenziale di una curva particolare, le linea di spinta. Résal mostra quindi che nelle terre dotate di coesione, non si può per niente dedurre l'angolo di resistenza al taglio naturale per valutare l'attrito interno; che un massiccio coerente può reggersi sotto una scarpata quasi verticale. Résal valuta poi l'altezza critica di un terrapieno di coesione e di attrito dati, sotto una data scarpata; infine egli propone di dimensionare queste scarpate facendo intervenire un angolo di attrito fittizio, dipendente a sua volta dalla coesione e dall'angolo di attrito delle terre che formano il terrapieno, ma anche dalle dimensioni della scarpata.
- Cours de ponts métalliques professé à l'École nationale des ponts et chaussées. Ponts en arcs et ponts suspendus, 3 fasc., 1912-1922 Texte en ligne

## Riconoscimenti
- La città di Parigi gli ha dedicato la rue Résal nel XIII arrondissement

## Galleria di fotografie

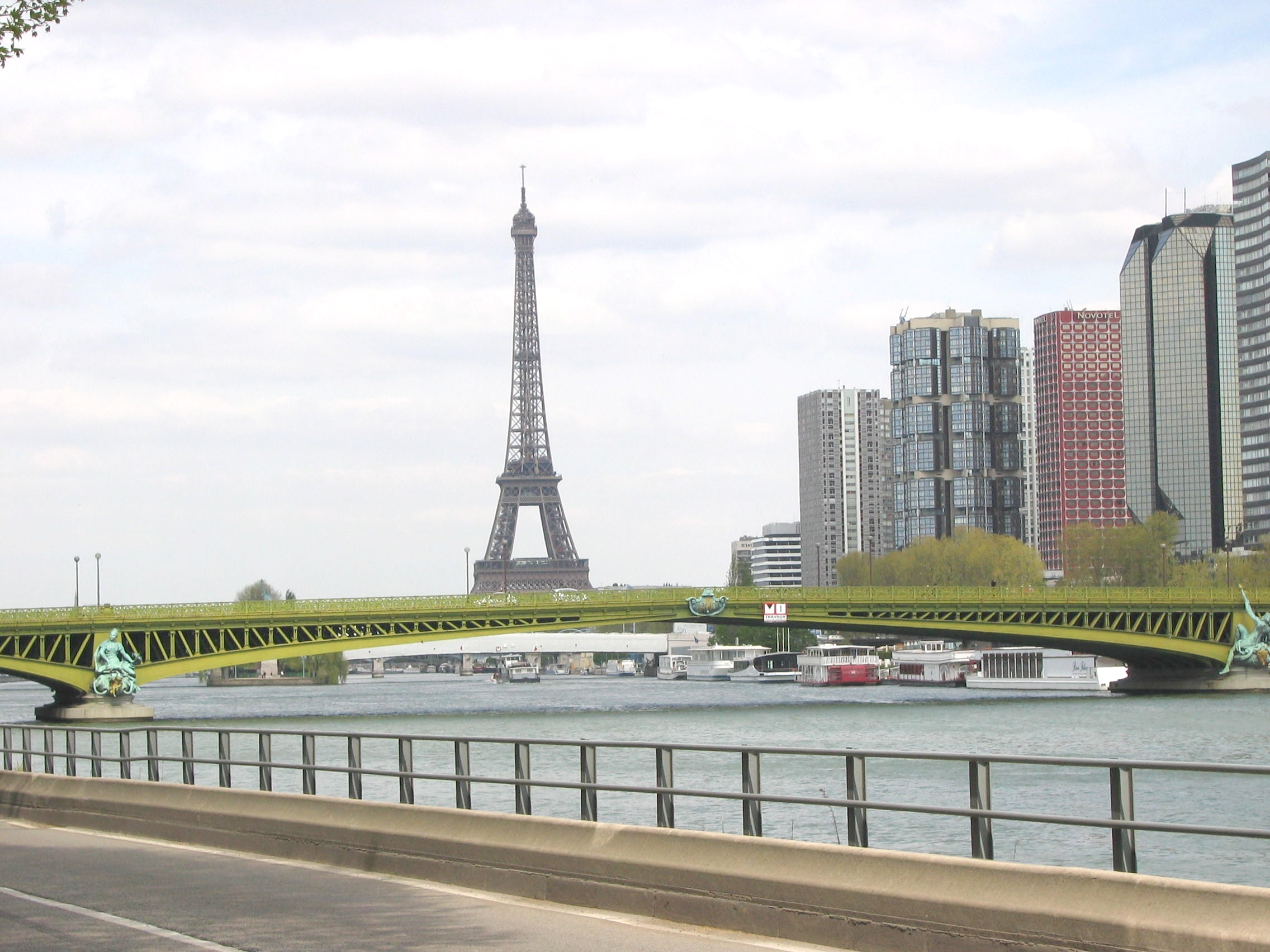
Pont Mirabeau
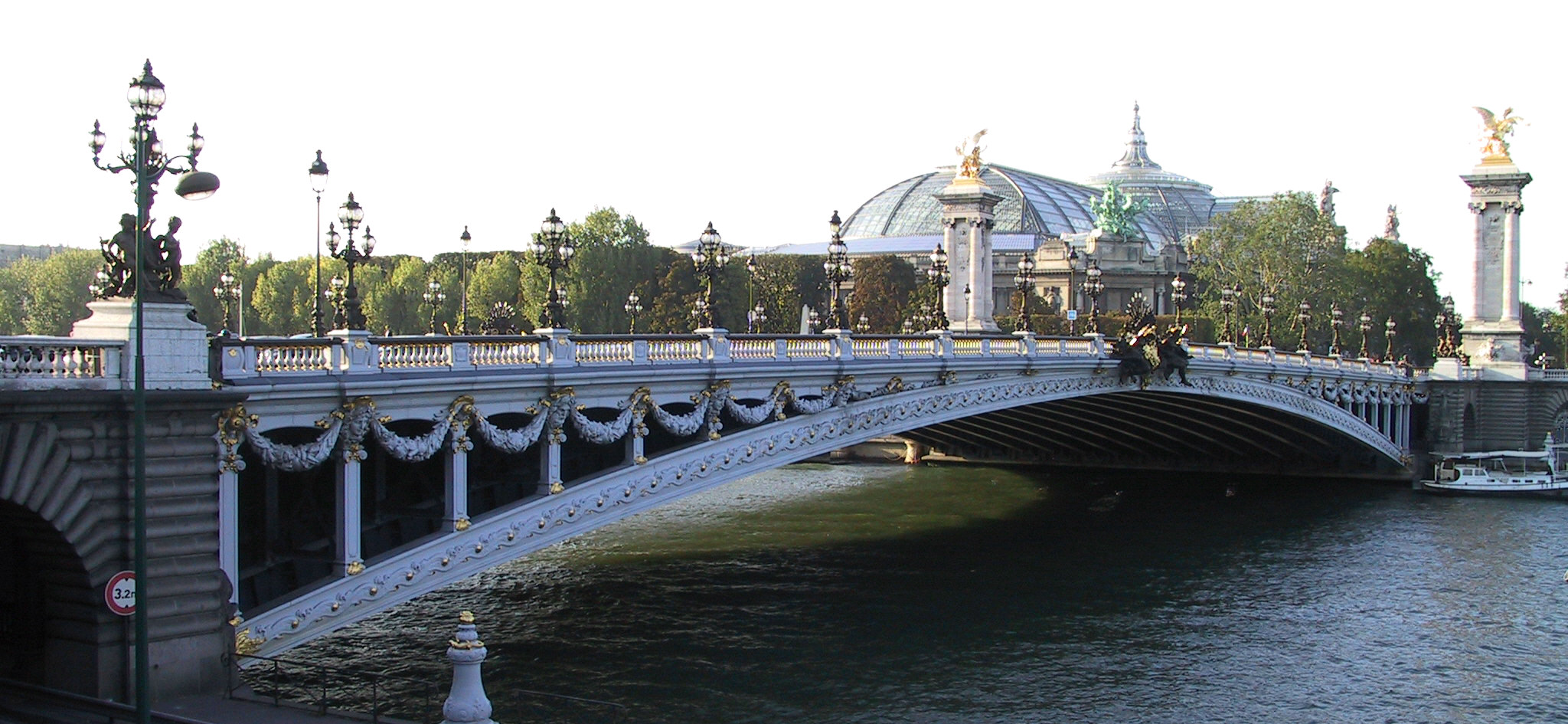
Ponte Alessandro III
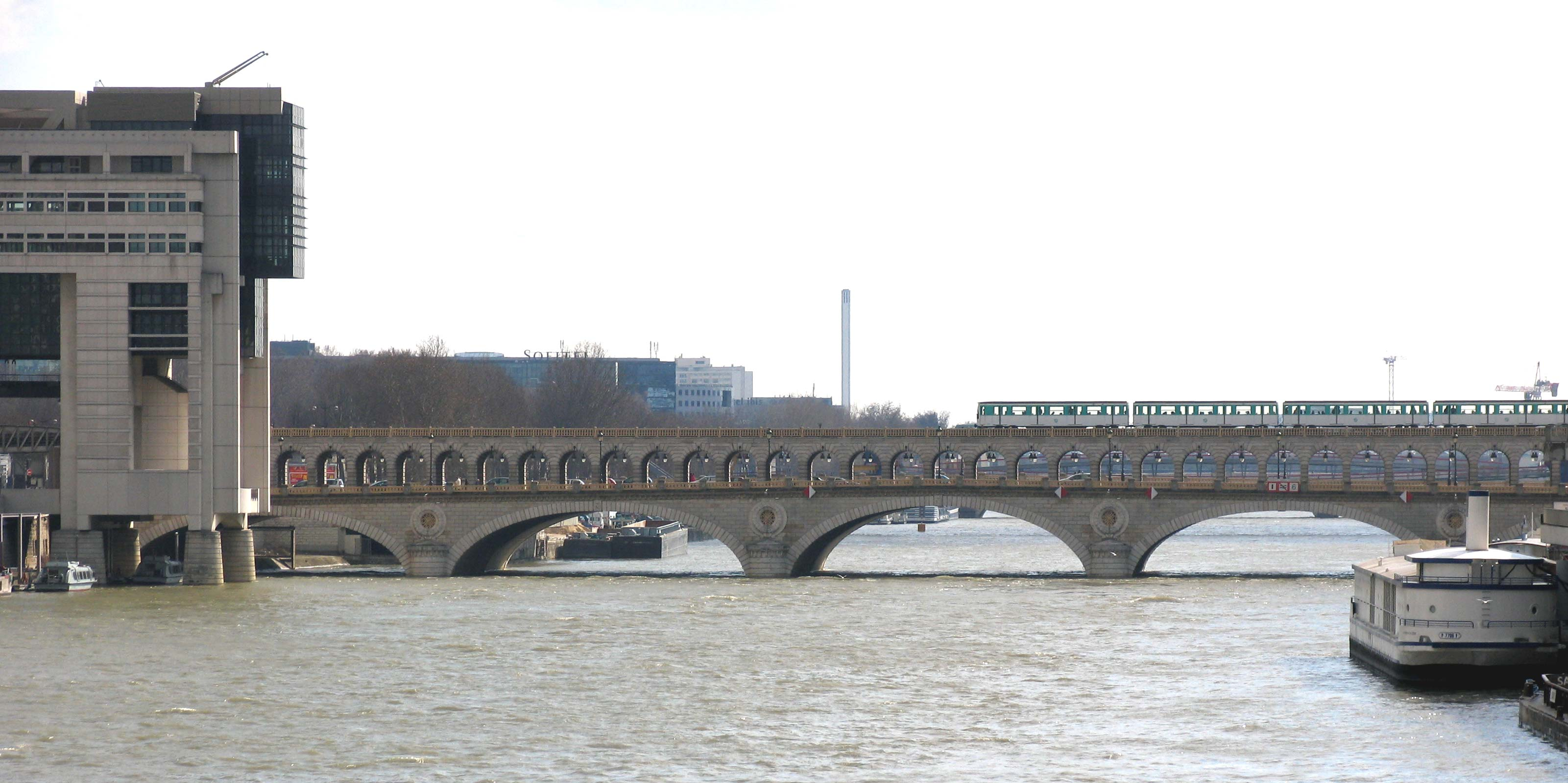
Pont de Bercy
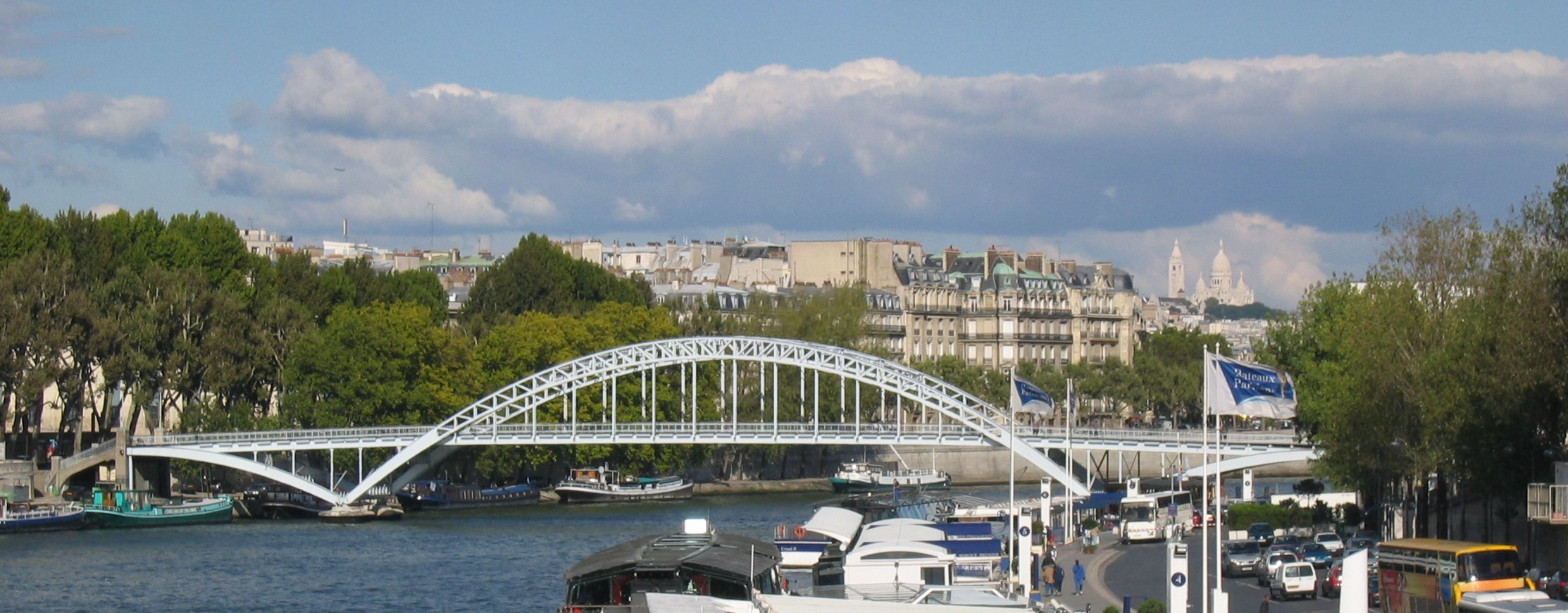
Passerelle Debilly
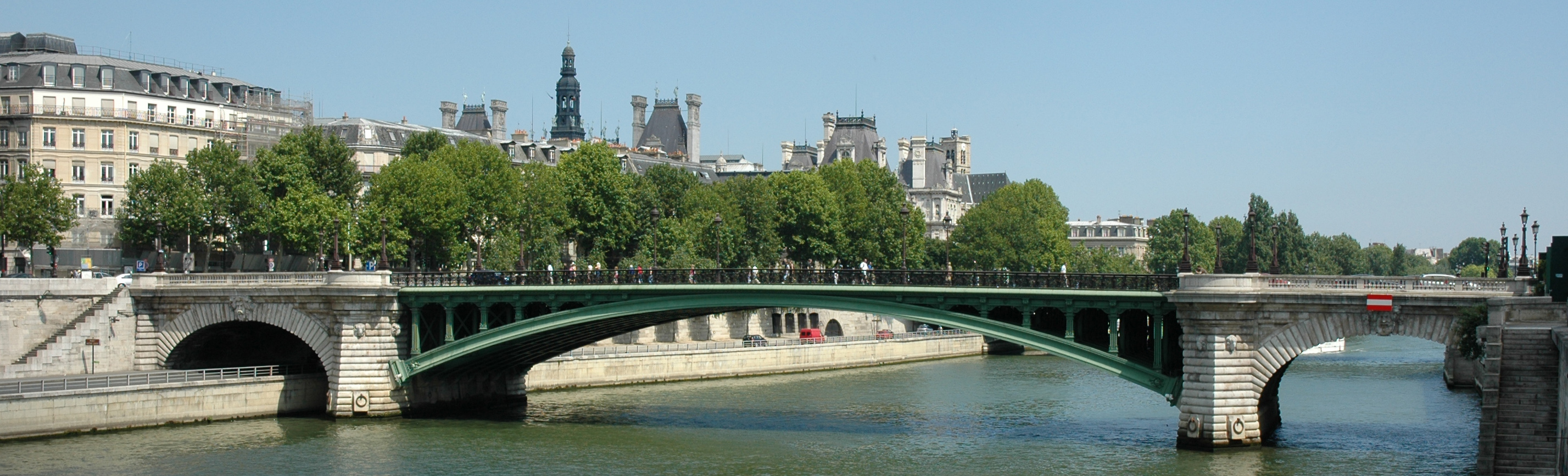
Pont Notre-Dame
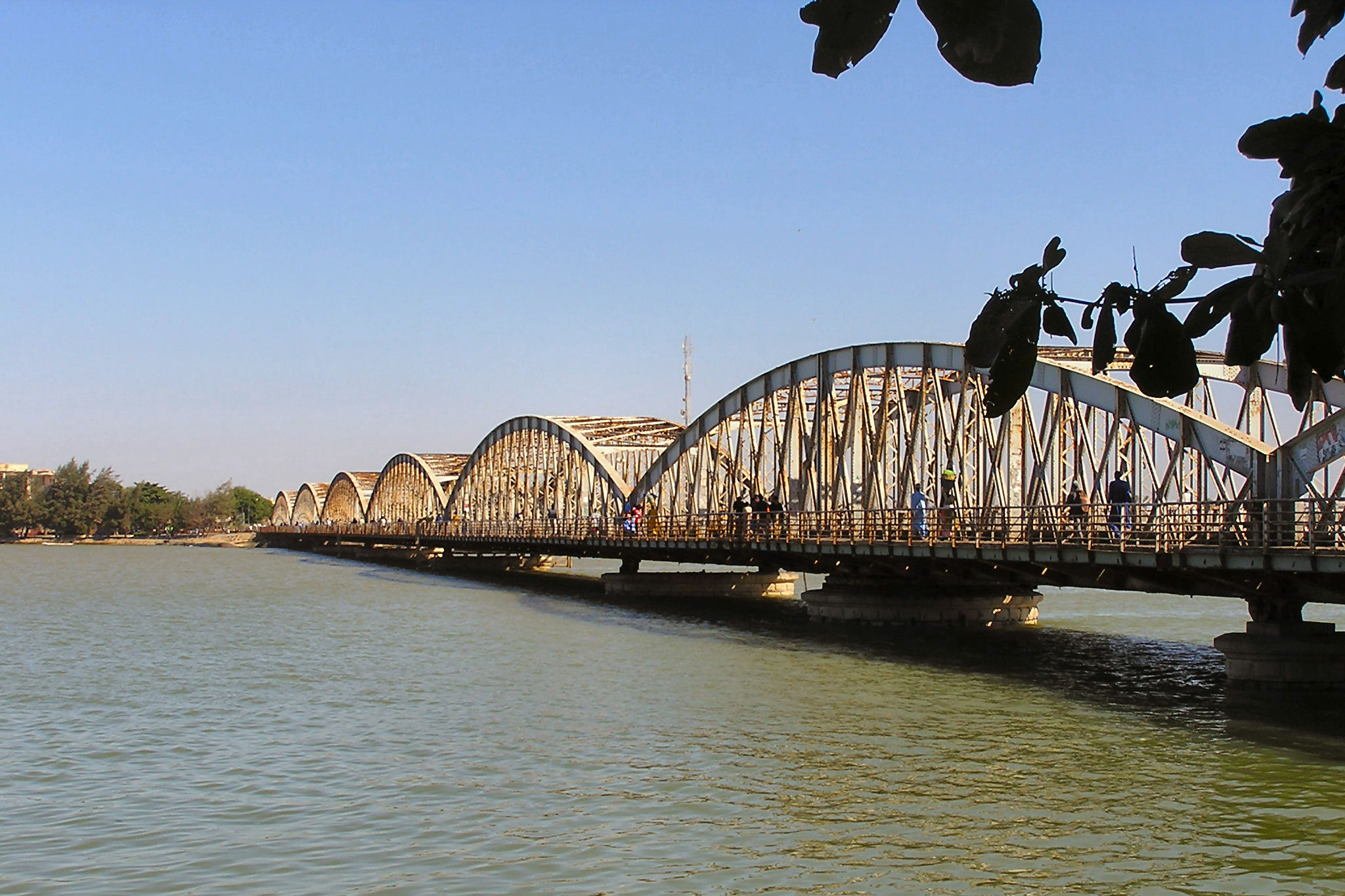
Pont Faidherbe, a Saint-Louis nel Senegal